# Jeju Pony
Das Jeju Pony (auch: Cheju-Pony, seltener: Tschedshu-Pony) ist eine widerstandsfähige Pferderasse von der gleichnamigen Insel Südkoreas.
Hintergrundinformationen zur Pferdebewertung und -zucht finden sich unter: Exterieur, Interieur und Pferdezucht.

## Exterieur
Das mit einem Stockmaß von nur rund 112 cm eher kleine Jeju Pony zeigt sowohl Einflüsse Arabischer Vollblüter als auch Mongolischer Ponys.
Es besitzt einen wohlgeformten Kopf mit großen Augen, kleinen Ohren, einem feinen Maul und einer geradlinig verlaufenden Nasenlinie. Der kurze Hals verfügt über eine gute Bemuskelung und entspringt in einer geraden Schulter. Der kurze, gerade Rücken besitzt eine beachtliche Gurttiefe und geht in eine sacht abfallende, meist überbaute Kruppe mit hohem Schweifansatz über. Die Gliedmaßen sind sehnig.

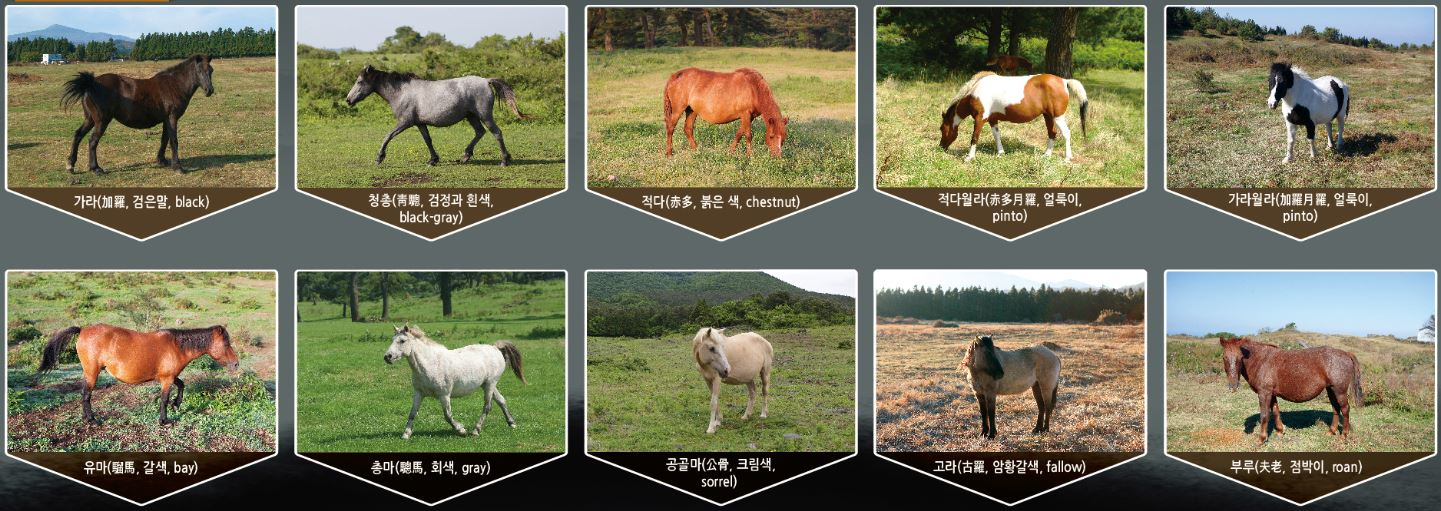
Diese Abbildung zeigt Jeju Ponys aller Fellfarben. Von links nach rechts: Rappe, Grauschimmel, Fuchs, Schecke, Schecke, Brauner, Schimmel, Palomino, Falbe, Stichelhaariger

Hinsichtlich der Farbgebung kommen alle Farben, einschließlich Schecken und Stichelhaariger, vor, wobei Braune, Füchse und Rappen dominieren.

## Interieur
Das Jeju-Pony ist ausgesprochen widerstandsfähig, robust und genügsam. Es ist wenig anfällig für Krankheiten und auch bis ins hohe Alter fruchtbar. Zudem ist es durch seine enorme Kraft in der Lage, Traglasten bis 115 kg zu schleppen.

## Verwendung
Das Jeju-Pony wird zum Reiten sowie im leichten Zug verwendet.

## Geschichte

### Beginn der Jeju Pony-Zucht
Das Jeju Pony könnte theoretisch bereits seit prähistorischen Zeiten existiert haben, sicher zu belegen ist dies aber nicht. Während er von 1276 bis 1376 andauernden Goryeo-Dynastie herrschten die Mongolen auf der sich vor der Südküste Südkoreas befindenden Insel Jeju (auch Jejudo), dem Herkunftsort der Ponys. Sie führten laut Aufzeichnungen 160 Mongolische Ponys zur Verbesserung der einheimischen Pferdepopulation sowie zur Zucht von Kriegspferden ein. Seit dieser Zeit werden im Übrigen auch Pferde von der Insel auf das koreanische Festland und nach China exportiert.
Durch die karge Vegetation auf der Insel Jeju gab es eine sehr starke natürliche Selektion, die neben einer wohl 700-jährigen Isolation des Bestands Ursache der geringen Körpergröße der Ponys ist.

### Folgen der Mechanisierung der Landwirtschaft und des Transports
War die Insel Jejudo einst ein wichtiges koreanisches Zuchtgebiet mit teilweise bis zu 20.000 Jeju Ponys, sanken die Populationszahlen durch die Mechanisierung landwirtschaftlicher Tätigkeiten und des Transports von Personen und Gütern seit den 1960er-Jahren, und so war das Tschedshu-Pony zu Beginn der 1980er-Jahre vom Aussterben bedroht. Zu Erhaltung der Pferderasse ernannte die koreanische Regierung im Jahr 1986 das Cheju-Pony zum Nationalschatz Nr. 347. Erst im Mai 2000 begann die Registrierung der koreanischen Ponyrasse durch die Livestock Promotion Agency.

## Bestand
Die Zahl der registrierten Jeju-Ponys beläuft sich auf rund 2.000 Exemplare.